# بئرسلامة (شبام)
'

تعديل مصدري - تعديل

بئرسلامة هي إحدى قرى عزلة شبام بمديرية شبام التابعة لمحافظة حضرموت، بلغ تعداد سكانها 88 نسمة حسب تعداد اليمن لعام 2004.